# Альт-Мёльн
Альт-Мёльн (нем. Alt Mölln) — община в Германии, в земле Шлезвиг-Гольштейн. 
Входит в состав района Герцогство Лауэнбург. Подчиняется управлению Брайтенфельде.  Население составляет 903 человека (на 31 декабря 2010 года). Занимает площадь 6,44 км².

Альт-Мёльн